# Liste des lieux patrimoniaux de Summerside
Cet article recense les lieux patrimoniaux de Summerside inscrits au répertoire des lieux patrimoniaux du Canada, qu'ils soient de niveau provincial, fédéral ou municipal.
Pour le reste de la province, voir Liste des lieux patrimoniaux de l'Île-du-Prince-Édouard

## Liste
| [ 1 ] | Lieu patrimonial                      | Illustration                         | Municipalité | Adresse                   | Coordonnées      | No    | Constr. | Prot.                                  | Rec. | Notes |
| ----- | ------------------------------------- | ------------------------------------ | ------------ | ------------------------- | ---------------- | ----- | ------- | -------------------------------------- | ---- | ----- |
| M     | 101 Water Street                      | Téléverser                           | Summerside   | 101 Water Street          | 46.3904 -63.7833 | 10103 |         | Registered Historic Place (Summerside) | 2007 |       |
| M     | 103 Summer Street                     | Téléverser                           | Summerside   | 103 Summer Street         | 46.3952 -63.7901 | 11127 |         | Registered Historic Place (Summerside) | 2008 |       |
| M     | 112 Spring Street                     | Téléverser                           | Summerside   | 112 Spring Street         | 46.3953 -63.789  | 11048 |         | Registered Historic Place (Summerside) | 2008 |       |
| M     | 112 Summer Street / B.W. Tanton House | Téléverser                           | Summerside   | 112 Summer Street         | 46.3956 -63.7903 | 12421 | 1910    | Registered Historic Place (Summerside) | 2009 |       |
| M     | 122 Spring Street                     | Téléverser                           | Summerside   | 122 Spring Street         | 46.3958 -63.7888 | 11038 | 1915    | Registered Historic Place (Summerside) | 2008 |       |
| M     | 140 Central Street                    | Téléverser                           | Summerside   | 140 Central Street        | 46.3967 -63.7914 | 10124 | 1902    | Registered Historic Place (Summerside) | 2007 |       |
| M     | 144 Cambridge Street                  | Téléverser                           | Summerside   | 144 Cambridge Street      | 46.3939 -63.7849 | 10971 | 1907    | Registered Historic Place (Summerside) | 2008 |       |
| M     | 146 Central Street                    | Téléverser                           | Summerside   | 146 Central Street        | 46.397 -63.7912  | 10123 | 1908    | Registered Historic Place (Summerside) | 2007 |       |
| M     | 151 Belmont Street                    | Téléverser                           | Summerside   | 151 Belmont Street        | 46.3932 -63.7856 | 15061 | 1922    | Registered Historic Place (Summerside) | 2009 |       |
| M     | 154 Spring Street                     | Téléverser                           | Summerside   | 154 Spring Street         | 46.3968 -63.7886 | 10064 | 1907    | Registered Historic Place (Summerside) | 2008 |       |
| M     | 155 Central Street                    | Téléverser                           | Summerside   | 155 Central Street        | 46.3974 -63.7909 | 10975 | 1915    | Registered Historic Place (Summerside) | 2008 |       |
| M     | 156 Summer Street                     | Téléverser                           | Summerside   | 156 Summer Street         | 46.397 -63.7898  | 10106 |         | Registered Historic Place (Summerside) | 2007 |       |
| M     | 157 Belmont Street                    | Téléverser                           | Summerside   | 157 Belmont Street        | 46.3932 -63.7859 | 15063 | 1931    | Registered Historic Place (Summerside) | 2009 |       |
| M     | 158 Granville Street                  | Téléverser                           | Summerside   | 158 Granville Street      | 46.3968 -63.7869 | 12605 | 1938    | Registered Historic Place (Summerside) | 2009 |       |
| M     | 161 Belmont Street                    | Téléverser                           | Summerside   | 161 Belmont Street        | 46.3933 -63.7861 | 15067 | 1874    | Registered Historic Place (Summerside) | 2009 |       |
| M     | 168 Central Street                    | Téléverser                           | Summerside   | 168 Central Street        | 46.3977 -63.791  | 10085 | 1899    | Registered Historic Place (Summerside) | 2008 |       |
| M     | 175 Duke Street                       | Téléverser                           | Summerside   | 175 Duke Street           | 46.3989 -63.7945 | 10984 |         | Registered Historic Place (Summerside) | 2008 |       |
| M     | 181 Spring Street                     | Téléverser                           | Summerside   | 181 Spring Street         | 46.3977 -63.788  | 10107 |         | Registered Historic Place (Summerside) | 2007 |       |
| M     | 185 Belmont Street                    | Téléverser                           | Summerside   | 185 Belmont Street        | 46.3934 -63.7872 | 10086 | 1889    | Registered Historic Place (Summerside) | 2008 |       |
| M     | 189 Central Street                    | Téléverser                           | Summerside   | 189 Central Street        | 46.3983 -63.7906 | 10083 | 1927    | Registered Historic Place (Summerside) | 2008 |       |
| M     | 192 Water Street                      | 192 Water Street                     | Summerside   | 192 Water Street          | 46.391 -63.7884  | 10102 | 1927    | Registered Historic Place (Summerside) | 2007 |       |
| M     | 197 Central Street                    | Téléverser                           | Summerside   | 197 Central Street        | 46.3986 -63.7905 | 10082 | 1927    | Registered Historic Place (Summerside) | 2008 |       |
| M     | 2 Water Street                        | Téléverser                           | Summerside   | 2 Water Street            | 46.3928 -63.7721 | 10101 |         | Registered Historic Place (Summerside) | 2007 |       |
| M     | 203 Fitzroy Street                    | Téléverser                           | Summerside   | 203 Fitzroy Street        | 46.3927 -63.7886 | 10117 | 1897    | Registered Historic Place (Summerside) | 2007 |       |
| M     | 203 Notre Dame Street                 | Téléverser                           | Summerside   | 203 Notre Dame Street     | 46.3954 -63.7876 | 10069 | 1890    | Registered Historic Place (Summerside) | 2008 |       |
| M     | 205 Church Street                     | Téléverser                           | Summerside   | 205 Church Street         | 46.3935 -63.7883 | 10076 | 1868    | Registered Historic Place (Summerside) | 2008 |       |
| M     | 21 Water Street                       | Téléverser                           | Summerside   | 21 Water Street           | 46.3922 -63.7745 | 11133 |         | Registered Historic Place (Summerside) | 2008 |       |
| M     | 211 Convent Street                    | Téléverser                           | Summerside   | 211 Convent Street        | 46.3961 -63.7876 | 15143 | 1895    | Registered Historic Place (Summerside) | 2009 |       |
| M     | 215 Church Street                     | Téléverser                           | Summerside   | 215 Church Street         | 46.3935 -63.7887 | 10120 | 1908    | Registered Historic Place (Summerside) | 2007 |       |
| M     | 216 Church Street                     | Téléverser                           | Summerside   | 216 Church Street         | 46.3933 -63.7888 | 10119 | 1907    | Registered Historic Place (Summerside) | 2007 |       |
| M     | 221 Convent Street                    | Téléverser                           | Summerside   | 221 Convent Street        | 46.3962 -63.788  | 15145 | 1905    | Registered Historic Place (Summerside) | 2009 |       |
| M     | 247 Convent Street                    | Téléverser                           | Summerside   | 247 Convent Street        | 46.3964 -63.7888 | 8450  | 1905    | Designated Heritage Property           | 2007 |       |
| M     | 250 Central Street                    | Téléverser                           | Summerside   | 250 Central Street        | 46.4007 -63.7901 | 12543 | 1897    | Registered Historic Place (Summerside) | 2009 |       |
| M     | 250 Water Street                      | Téléverser                           | Summerside   | 250 Water Street          | 46.3914 -63.7902 | 10088 | 1919    | Registered Historic Place (Summerside) | 2007 |       |
| M     | 253 Church Street                     | Téléverser                           | Summerside   | 253 Church Street         | 46.3937 -63.7901 | 10118 | 1909    | Registered Historic Place (Summerside) | 2007 |       |
| M     | 268 Water Street                      | Téléverser                           | Summerside   | 268 Water Street          | 46.3915 -63.7911 | 10059 | 1910    | Registered Historic Place (Summerside) | 2008 |       |
| M     | 27 Granville Street                   | Téléverser                           | Summerside   | 27 Granville Street       | 46.3919 -63.788  | 10075 |         | Registered Historic Place (Summerside) | 2008 |       |
| M     | 277 Green Street                      | Téléverser                           | Summerside   | 277 Green Street          | 46.3983 -63.7893 | 10073 | 1927    | Registered Historic Place (Summerside) | 2008 |       |
| M     | 279 Fitzroy Street                    | Téléverser                           | Summerside   | 279 Fitzroy Street        | 46.3931 -63.7911 | 10994 | 1897    | Registered Historic Place (Summerside) | 2008 |       |
| M     | 283 Green Street                      | Téléverser                           | Summerside   | 283 Green Street          | 46.3982 -63.7898 | 10072 | 1928    | Registered Historic Place (Summerside) | 2008 |       |
| M     | 292 Water Street                      | Téléverser                           | Summerside   | 292 Water Street          | 46.3916 -63.7918 | 10087 | 1928    | Registered Historic Place (Summerside) | 2007 |       |
| M     | 310 Water Street                      | Téléverser                           | Summerside   | 310 Water Street          | 46.3917 -63.7927 | 11162 | 1933    | Registered Historic Place (Summerside) | 2008 |       |
| M     | 317 Beaver Street                     | Téléverser                           | Summerside   | 317 Beaver Street         | 46.3997 -63.791  | 8440  | 1910    | Designated Heritage Property           | 2007 |       |
| M     | 325 Central Street                    | Téléverser                           | Summerside   | 325 Central Street        | 46.4031 -63.7891 | 15101 | 1922    | Registered Historic Place (Summerside) | 2009 |       |
| M     | 33 Summer Street                      | Téléverser                           | Summerside   | 33 Summer Street          | 46.3927 -63.7908 | 10105 | 1912    | Registered Historic Place (Summerside) | 2007 |       |
| M     | 339 Beaver Street                     | Téléverser                           | Summerside   | 339 Beaver Street         | 46.3992 -63.7923 | 9032  | 1912    | Registered Historic Place (Summerside) | 2007 |       |
| M     | 340 Water Street                      | Téléverser                           | Summerside   | 340 Water Street          | 46.3921 -63.7941 | 10094 |         | Registered Historic Place (Summerside) | 2008 |       |
| M     | 341 Second Street / Todd House        | Téléverser                           | Summerside   | 341 Second Street         | 46.3936 -63.794  | 12426 |         | Registered Historic Place (Summerside) | 2009 |       |
| M     | 353 Poplar Avenue / MacDowell House   | Téléverser                           | Summerside   | 353 Poplar Avenue         | 46.4013 -63.7919 | 10970 |         | Registered Historic Place (Summerside) | 2008 |       |
| M     | 359 Water Street                      | Téléverser                           | Summerside   | 359 Water Street          | 46.3925 -63.7945 | 12583 |         | Registered Historic Place (Summerside) | 2009 |       |
| M     | 36 Granville Street                   | Téléverser                           | Summerside   | 36 Granville Street       | 46.3925 -63.7883 | 10115 | 1907    | Registered Historic Place (Summerside) | 2007 |       |
| M     | 365 Beaver Street                     | Téléverser                           | Summerside   | 365 Beaver Street         | 46.3993 -63.7934 | 15042 | 1914    | Registered Historic Place (Summerside) | 2009 |       |
| M     | 38 Eustane Street                     | Téléverser                           | Summerside   | 38 Eustane Street         | 46.392 -63.7859  | 12602 | 1895    | Registered Historic Place (Summerside) | 2009 |       |
| M     | 4 Queen Street                        | Téléverser                           | Summerside   | 4 Queen Street            | 46.3917 -63.7931 | 10109 | 1895    | Registered Historic Place (Summerside) | 2007 |       |
| M     | 44 Spring Street                      | Téléverser                           | Summerside   | 44 Spring Street          | 46.3931 -63.7896 | 10062 | 1908    | Registered Historic Place (Summerside) | 2008 |       |
| M     | 57 Summer Street                      | Téléverser                           | Summerside   | 57 Summer Street          | 46.3935 -63.7905 | 11062 | 1914    | Registered Historic Place (Summerside) | 2008 |       |
| M     | 58 Summer Street                      | Téléverser                           | Summerside   | 58 Summer Street          | 46.3936 -63.7909 | 10060 | 1898    | Registered Historic Place (Summerside) | 2008 |       |
| M     | 66 Spring Street                      | Téléverser                           | Summerside   | 66 Spring Street          | 46.3938 -63.7894 | 10061 |         | Registered Historic Place (Summerside) | 2008 |       |
| M     | 67 Central Street                     | Téléverser                           | Summerside   | 67 Central Street         | 46.3942 -63.7918 | 15081 | 1907    | Registered Historic Place (Summerside) | 2009 |       |
| M     | 71 Granville Street                   | Téléverser                           | Summerside   | 71 Granville Street       | 46.3937 -63.7877 | 10110 | 1877    | Registered Historic Place (Summerside) | 2007 |       |
| M     | 74 Granville Street                   | Téléverser                           | Summerside   | 74 Granville Street       | 46.3937 -63.7879 | 10074 |         | Registered Historic Place (Summerside) | 2008 |       |
| M     | 75 Central Street                     | Téléverser                           | Summerside   | 75 Central Street         | 46.3945 -63.7917 | 10125 | 1911    | Registered Historic Place (Summerside) | 2007 |       |
| M     | 76 Central Street                     | Téléverser                           | Summerside   | 76 Central Street         | 46.3945 -63.7921 | 10081 | 1887    | Registered Historic Place (Summerside) | 2008 |       |
| M     | 82 Central Street                     | Téléverser                           | Summerside   | 82 Central Street         | 46.3947 -63.7919 | 10122 |         | Registered Historic Place (Summerside) | 2007 |       |
| M     | 82 Summer Street                      | Téléverser                           | Summerside   | 82 Summer Street          | 46.3943 -63.7906 | 11089 | 1907    | Registered Historic Place (Summerside) | 2008 |       |
| M     | 89 Summer Street                      | Téléverser                           | Summerside   | 89 Summer Street          | 46.3948 -63.79   | 10104 | 1878    | Registered Historic Place (Summerside) | 2007 |       |
| M     | 90 Spring Street                      | Téléverser                           | Summerside   | 90 Spring Street          | 46.395 -63.7896  | 11265 | 1951    | Registered Historic Place (Summerside) | 2008 |       |
| M     | 92 Summer Street                      | Téléverser                           | Summerside   | 92 Summer Street          | 46.3948 -63.7906 | 11124 | 1896    | Registered Historic Place (Summerside) | 2008 |       |
| M     | 94 Central Street                     | Téléverser                           | Summerside   | 94 Central Street         | 46.3951 -63.7919 | 10121 | 1907    | Registered Historic Place (Summerside) | 2007 |       |
| M     | Albert L. Graves House                | Téléverser                           | Summerside   | 335 Poplar Avenue         | 46.4012 -63.7912 | 16163 |         | Registered Historic Place (Summerside) | 2010 |       |
| M     | Alexander Grady House                 | Téléverser                           | Summerside   | 81 Granville Street       | 46.394 -63.7877  | 15686 |         | Registered Historic Place (Summerside) | 2009 |       |
| F     | Ancien bureau de poste de Summerside  | Ancien bureau de poste de Summerside | Summerside   | 45 Summer Street          | 46.3931 -63.7907 | 7418  | 1887    | National Historic Site of Canada       | 1983 |       |
| M     | Bowness House                         | Téléverser                           | Summerside   | 88 Central Street         | 46.3949 -63.7918 | 2497  | 1908    | Designated Heritage Property           | 2005 |       |
| F     | Bureau de poste                       | Téléverser                           | Summerside   | 57 Central Street         | 46.3938 -63.7914 | 10438 | 1950    | Recognized Federal Heritage Building   | 2000 |       |
| M     | Calhoun House                         | Téléverser                           | Summerside   | 39 Eustane Street         | 46.392 -63.7857  | 16237 |         | Registered Historic Place (Summerside) | 2010 |       |
| M     | Colin Milligan House                  | Téléverser                           | Summerside   | 221 Notre Dame Street     | 46.3955 -63.7883 | 16294 |         | Registered Historic Place (Summerside) | 2010 |       |
| M     | Crockett-Gallant Building             | Téléverser                           | Summerside   | 281 Water Street          | 46.3917 -63.7915 | 15441 | 1919    | Registered Historic Place (Summerside) | 2009 |       |
| M     | Former Church of Scotland             | Téléverser                           | Summerside   | 138 Kirk Street           | 46.3922 -63.7845 | 15642 | 1818    | Registered Historic Place (Summerside) | 2009 |       |
| M     | Frank Johnston House                  | Téléverser                           | Summerside   | 76 Water Street           | 46.3904 -63.781  | 15461 | 1914    | Registered Historic Place (Summerside) | 2009 |       |
| M     | George A. Callbeck House              | Téléverser                           | Summerside   | 210 Notre Dame Street     | 46.3952 -63.7878 | 16292 |         | Registered Historic Place (Summerside) | 2010 |       |
| M     | George P. Walker House                | Téléverser                           | Summerside   | 227 Notre Dame Street     | 46.3956 -63.7886 | 15584 |         | Registered Historic Place (Summerside) | 2009 |       |
| M     | Gorrill House                         | Téléverser                           | Summerside   | 143 Granville Street      | 46.3961 -63.7867 | 15664 |         | Registered Historic Place (Summerside) | 2009 |       |
| M     | Harold Schurman House                 | Téléverser                           | Summerside   | 161 Fitzroy Street        | 46.3924 -63.7864 | 2723  | 1928    | Designated Heritage Property           | 2005 |       |
| M     | Holman Homestead and Garden           | Téléverser                           | Summerside   | 286 Fitzroy Street        | 46.393 -63.7915  | 16273 |         | Registered Historic Place (Summerside) | 2010 |       |
| M     | James Campbell House                  | Téléverser                           | Summerside   | 270 Central Street        | 46.4013 -63.7899 | 16208 |         | Registered Historic Place (Summerside) | 2010 |       |
| M     | James Gourlie House                   | Téléverser                           | Summerside   | 343 Poplar Avenue         | 46.4012 -63.7916 | 16321 | 1888    | Registered Historic Place (Summerside) | 2010 |       |
| M     | John A. Brace House                   | Téléverser                           | Summerside   | 159 Spring Street         | 46.3971 -63.7882 | 15411 | 1900    | Registered Historic Place (Summerside) | 2009 |       |
| M     | Lefurgey Cultural Centre              | Téléverser                           | Summerside   | 205 Prince Street         | 46.3942 -63.7881 | 4102  | 1867    | Designated Heritage Property           | 2005 |       |
| M     | Louis B. Hunt House                   | Téléverser                           | Summerside   | 89 Granville Street       | 46.3942 -63.7873 | 15681 |         | Registered Historic Place (Summerside) | 2009 |       |
| M     | Lucas Allen House                     | Téléverser                           | Summerside   | 115 Spring Street         | 46.3953 -63.7887 | 15581 | 1915    | Registered Historic Place (Summerside) | 2009 |       |
| P     | MacLennan-Hunt House                  | Téléverser                           | Summerside   | 193 Fitzroy Street        | 46.3926 -63.7879 | 1593  | 1860    | Registered Historic Place              | 2002 |       |
| M     | MacNaught House                       | Téléverser                           | Summerside   | 75 Spring Street          | 46.3941 -63.7891 | 2611  | 1887    | Designated Heritage Property           | 2004 |       |
| F     | Manège militaire du PEIR              | Téléverser                           | Summerside   | 33 Summer Street          | 46.3923 -63.7922 | 11247 | 1912    | Recognized Federal Heritage Building   | 1984 |       |
| M     | Memorial Square                       | Téléverser                           | Summerside   | Spring and Summer Streets | 46.3937 -63.7901 | 16330 | 1889    | Registered Historic Place (Summerside) | 2010 |       |
| M     | Nathan MacFarlane House               | Téléverser                           | Summerside   | 171 Fitzroy Street        | 46.3925 -63.7869 | 15721 | 1902    | Registered Historic Place (Summerside) | 2009 |       |
| M     | Neil MacQuarrie House                 | Téléverser                           | Summerside   | 61 Granville Street       | 46.3934 -63.7878 | 2732  | 1892    | Designated Heritage Property           | 2004 |       |
| M     | Neil and Ada MacLeod House            | Téléverser                           | Summerside   | 228 Central Street        | 46.4002 -63.7903 | 3307  | 1877    | Designated Heritage Property           | 2005 |       |
| M     | Norman Wright House                   | Téléverser                           | Summerside   | 160 Spring Street         | 46.3973 -63.7883 | 15465 | 1901    | Registered Historic Place (Summerside) | 2009 |       |
| M     | P.T. Fanning House                    | Téléverser                           | Summerside   | 98 Summer Street          | 46.3953 -63.7903 | 2754  | 1891    | Designated Heritage Property           | 2004 |       |
| M     | Parish School                         | Téléverser                           | Summerside   | 153 Spring Street         | 46.3968 -63.7883 | 2730  | 1864    | Designated Heritage Property           | 2005 |       |
| P     | Parkside Elementary School            | Téléverser                           | Summerside   | 195 Summer Street         | 46.3983 -63.7891 | 1235  | 1935    | Registered Historic Place              | 2001 |       |
| P     | Patrick Fanning House                 | Téléverser                           | Summerside   | 98 Summer Street          | 46.3953 -63.7903 | 1650  | 1891    | Registered Historic Place              | 2002 |       |
| F     | Phare                                 | Téléverser                           | Summerside   |                           | 46.389 -63.788   | 11050 | 1881    | Recognized Federal Heritage Building   | 1991 |       |
| M     | Philip Callbeck House                 | Téléverser                           | Summerside   | 165 Cambridge Street      | 46.3942 -63.7859 | 16184 |         | Registered Historic Place (Summerside) | 2010 |       |
| M     | Prince County Courthouse              | Prince County Courthouse             | Summerside   | 108 Central Street        | 46.3956 -63.7918 | 2610  | 1873    | Designated Heritage Property           | 2004 |       |
| M     | Robert Morrison House                 | Téléverser                           | Summerside   | 56 Spring Street          | 46.3934 -63.7896 | 15582 | 1912    | Registered Historic Place (Summerside) | 2009 |       |
| M     | S.M. Hicks House                      | Téléverser                           | Summerside   | 143 Spring Street         | 46.3964 -63.7884 | 15521 | 1898    | Registered Historic Place (Summerside) | 2009 |       |
| M     | Site of former Summerside Drill Shed  | Téléverser                           | Summerside   | Spring Street             | 46.3943 -63.79   | 10065 |         | Registered Historic Place (Summerside) | 2007 |       |
| M     | St. John's Anglican Church            | Téléverser                           | Summerside   | 62 South Drive            | 46.4197 -63.8109 | 16353 | 1842    | Registered Historic Place (Summerside) | 2010 |       |
| M     | St. Mary's Anglican Church            | Téléverser                           | Summerside   | 66 Summer Street          | 46.394 -63.7911  | 11073 | 1908    | Registered Historic Place (Summerside) | 2008 |       |
| M     | St. Mary's Anglican Church Hall       | Téléverser                           | Summerside   | 74 Summer Street          | 46.3943 -63.7907 | 11080 | 1927    | Registered Historic Place (Summerside) | 2008 |       |
| M     | St. Mary's Anglican Rectory           | Téléverser                           | Summerside   | 177 Summer Street         | 46.3978 -63.7892 | 16325 |         | Registered Historic Place (Summerside) | 2010 |       |
| M     | Stephen Baker House                   | Téléverser                           | Summerside   | 189 Harvard Street        | 46.395 -63.7867  | 15654 |         | Registered Historic Place (Summerside) | 2009 |       |
| M     | Summerside Back Range Light           | Summerside Back Range Light          | Summerside   | 14 Glover's Shore Road    | 46.3913 -63.7713 | 10116 | 1904    | Registered Historic Place (Summerside) | 2007 |       |
| M     | Summerside City Hall                  | Summerside City Hall                 | Summerside   | 45 Summer Street          | 46.393 -63.7906  | 2753  | 1886    | Designated Heritage Property           | 2005 |       |
| P     | Summerside Law Courts                 | Summerside Law Courts                | Summerside   | 108 Central Street        | 46.3956 -63.7918 | 1629  | 1874    | Designated Historic Place              | 2004 |       |
| M     | Summerside United Baptist Church      | Téléverser                           | Summerside   | 219 Church Street         | 46.3936 -63.7892 | 15107 | 1908    | Registered Historic Place (Summerside) | 2009 |       |
| M     | Thomas Carruthers House               | Téléverser                           | Summerside   | 136 Spring Street         | 46.3961 -63.7887 | 15531 |         | Registered Historic Place (Summerside) | 2009 |       |
| M     | Trinity United Church                 | Téléverser                           | Summerside   | 90 Spring Street          | 46.3947 -63.7896 | 16183 | 1894    | Registered Historic Place (Summerside) | 2010 |       |
| M     | William Reid House                    | Téléverser                           | Summerside   | 217 Notre Dame Street     | 46.3954 -63.788  | 15606 |         | Registered Historic Place (Summerside) | 2009 |       |
| M     | Wyatt Historic House                  | Téléverser                           | Summerside   | 85 Spring Street          | 46.3944 -63.789  | 2612  | 1867    | Designated Heritage Property           | 2004 |       |